# Aloe inconspicua
Aloe inconspicua är en grästrädsväxtart som beskrevs av Plowes. Aloe inconspicua ingår i släktet Aloe och familjen grästrädsväxter.
Artens utbredningsområde är KwaZulu-Natal. Inga underarter finns listade i Catalogue of Life.